# Monrovia
Pour les articles homonymes, voir Monrovia (homonymie).
Monrovia est la capitale du Liberia. Fondée en 1822, elle est située sur le cap Mesurado sur la côte atlantique et comptait, lors du recensement de 2022, 1 761 032 habitants, soit 33,5 % de la population totale du Libéria. Sa zone métropolitaine largement urbanisée, comprenant les comtés de Montserrado et de Margibi, abritait 2 225 911 habitants au recensement de 2022.
En tant que principale ville du pays, Monrovia est le centre économique, financier et culturel du pays ; Son économie est principalement centrée sur son port et son rôle de siège du gouvernement libérien. L'économie de la ville repose en grande partie sur sa position de principal port atlantique du Libéria, le port franc de Monrovia étant basé sur la ville comme étant le plus grand et principal port du pays.
Le territoire sur lequel se trouve la ville était traditionnellement celui du peuple Vai, un groupe ethnique d'Afrique de l'Ouest. Elle a été fondée le 5 avril 1822 par des membres de l'American Colonization Society (ACS) en tant qu'organisation visant à renvoyer en Afrique les anciens esclaves nés aux États-Unis.

## Étymologie

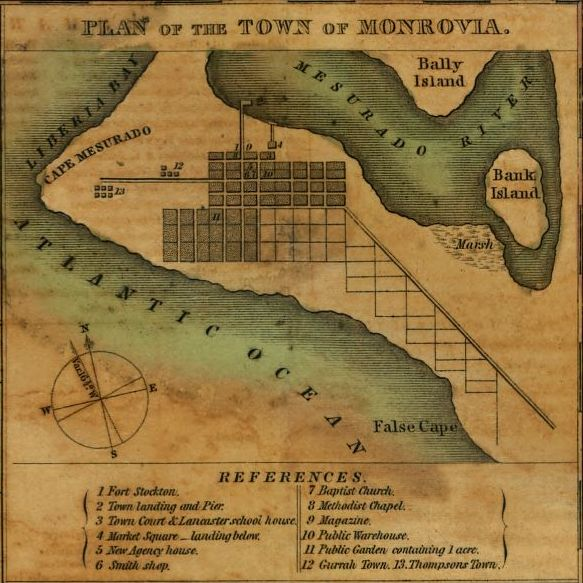
Plan de Monrovia au XIXe siècle.

Monrovia a été fondée en 1822, sur l’île Providence, par la Société américaine de colonisation pour servir de refuge aux esclaves affranchis d'Amérique du Nord. Elle accueille également des populations libériennes de l’intérieur des terres. Elle est appelée ainsi en l'honneur du président des États-Unis James Monroe, après que le fondateur presbytérien de l'association l'eut nommée Christopolis. Un grand nombre d'anciens esclaves s’y installent au XIXe siècle.

## Histoire
Le 10 avril 1918, un sous-marin de la marine impériale allemande pénétra dans le port de Monrovia, coula l'unique navire de la marine libérienne (un voilier), bombarda la ville pour détruire les stations de radio et du télégraphe — tuant plusieurs civils —, puis quitta la place quand un bateau à vapeur britannique alerté par radio s'approcha.
Le 25 avril 1980, sur la Barclay Beach, 13 ministres du gouvernement de William Richard Tolbert (assassiné peu avant) sont fusillés publiquement sur ordre de Samuel Doe après une parodie de procès. Au début des années 1990, Monrovia est de nouveau le théâtre de graves violences et de nombreux pillages lors de la première guerre civile ayant suivi l'assassinat du président Samuel Doe. Face à l’insécurité du pays en guerre, les régions les plus dangereuses du pays sont désertées au profit de la capitale, dont la population s’est accrue de 300 000 habitants en dix ans et représente désormais près de 30 % de la population totale du pays.
En 2002, Leymah Gbowee a organisé l'Action de masse des femmes du Libéria pour la paix, un groupe composé de femmes locales de Monrovia, qui se sont réunies dans un marché aux poissons pour prier et chanter. Ce mouvement a contribué à mettre fin à la guerre l'année suivante et à provoquer l'élection d'Ellen Johnson Sirleaf à la présidence du Libéria, ce qui en a fait la première nation africaine à avoir une femme présidente.
En 2014, la ville a été touchée par l'épidémie d'Ebola en Afrique de l'Ouest. L’épidémie du virus Ebola au Libéria a été déclarée terminée le 3 septembre 2015.

## Géographie
Monrovia se situe le long de la péninsule du Cap Mesurado, entre l'océan Atlantique et la rivière Mesurado, dont l'embouchure forme un grand port naturel. La rivière Saint-Paul se trouve directement au nord de la ville et forme la limite nord de l'île Bushrod, à laquelle on accède en traversant le « nouveau pont » depuis le centre-ville. Monrovia est située dans le comté de Montserrado et est la plus grande ville du Liberia en tant que centre administratif, commercial et financier.
Monrovia a un climat tropical de mousson, caractérisé par une température chaude ne descendant jamais en bas de 18°C tout au long de l'année et avec deux saisons : une saison sèche et une saison des pluies. 

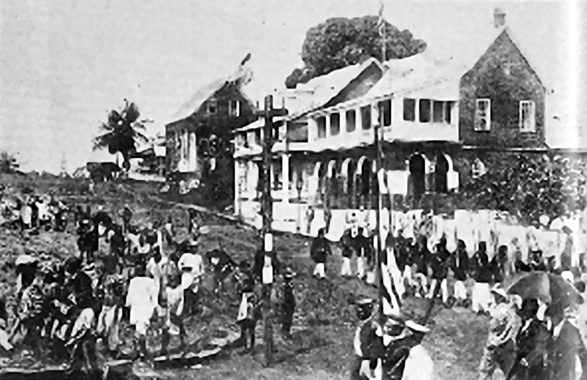
Vue de Monrovia au XIXe siècle.

## Population
La population de la ville dépasse le million selon le recensement de 2008 et atteint 1 021 762 habitants en 2019.

## Enseignement supérieur
L’Université du Liberia a été fondée en 1862 et l’université Cuttington en 1889[réf. nécessaire].

## Lieux de culte
Parmi les lieux de culte, il y a principalement des églises et des temples chrétiens : Archidiocèse de Monrovia (Église catholique), The United Methodist Church in Liberia (Conseil méthodiste mondial), Liberia Baptist Missionary and Educational Convention (Alliance baptiste mondiale),  Armée du salut , Assemblées de Dieu . Il y a aussi des mosquées musulmanes.  

## Transports
Des bateaux relient le port franc de Monrovia, le port le plus fréquenté du pays, à Greenville et Harper. L'aéroport le plus proche est l'aéroport Spriggs Payne, situé à moins de 6,4 km du centre-ville. L'aéroport international Roberts, le plus grand aéroport international du Libéria, se trouve à 60 km à Harbel.
Monrovia est reliée au reste du pays par un réseau de routes et de voies ferrées. Monrovia est considéré comme le port d'attache de dix à quinze pour cent des navires marchands du monde, enregistrés au Libéria sous pavillon de complaisance. Des taxis privés et des minibus circulent dans la ville, complétés par des bus plus grands exploités par la Monrovia Transit Authority[réf. nécessaire].
Ces dernières années (2005 à aujourd’hui), les routes de nombreuses rues de Monrovia ont été reconstruites par la Banque mondiale et le gouvernement libérien. Des infrastructures privées et publiques sont construites ou rénovées au fur et à mesure de la reconstruction[réf. nécessaire].

## Économie

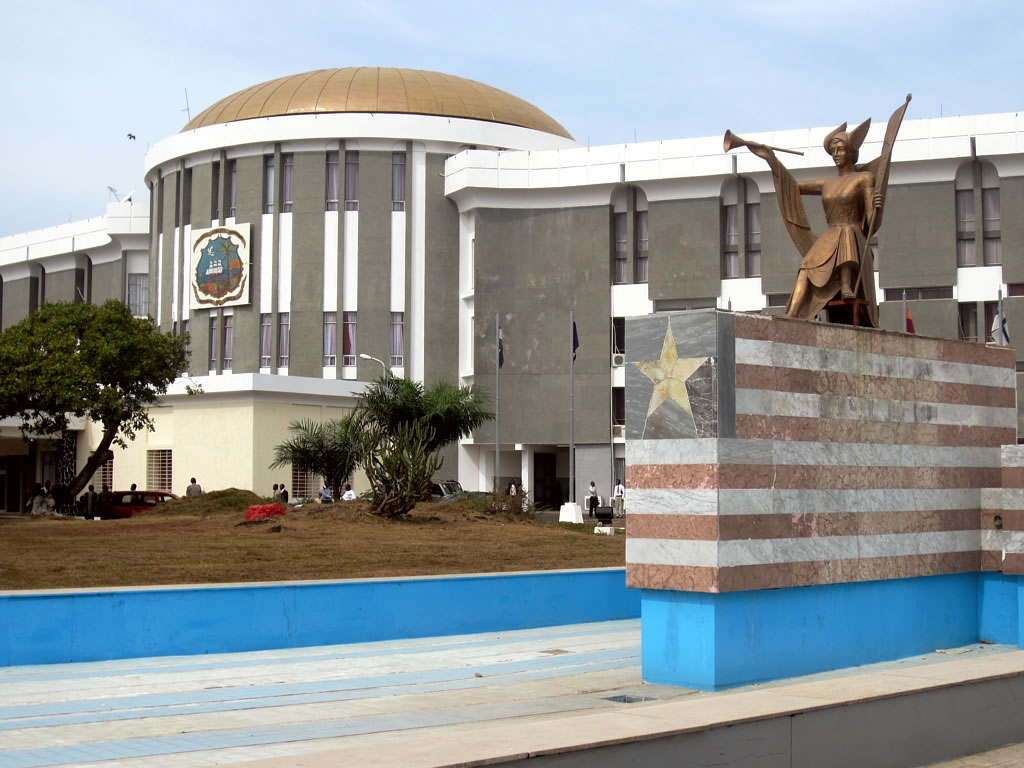
Bâtiment du Capitole du Libéria.

Monrovia est la plus grande ville ainsi que le principal port et centre commercial du pays. Elle joue un grand rôle dans l'économie du pays en assurant l’essentiel des exportations de minerai de fer. Elle produit principalement des biens manufacturés, notamment des produits agroalimentaires, du pétrole raffiné, des produits chimiques et pharmaceutiques ainsi que des matériaux de construction[réf. nécessaire].

## Presse
- FrontPage Africa
- Liberian Times

## Personnalités liées à la ville
- Abdulrahman Ibrahim Ibn Sori, émir puis esclave originaire du Fouta-Djalon, mort à Monrovia en 1829.
- Prince Daye, ancien joueur de football. Né à Monrovia en 1978.
- Ellen Johnson Sirleaf, femme politique libérienne, présidente de la République du 16 janvier 2006 au 22 janvier 2018. Née à Monrovia en 1938.
- George Weah, président de la République du Liberia de 2018 à 2024 et récipiendaire du Ballon d'or 1995. Né à Monrovia en 1966.
- Mary Broh, maire de Monrovia de 2009 à 2013.
- Saran Kaba Jones, militante, née à Monrovie en 1982.
- Antoinette Sayeh, ministre et directrice au sein d'institutions financières internationales.
- Alan Geaam, chef étoilé franco-libanais, né à Monrovia en 1974.
- Matilda Newport, colonisatrice, morte à Monrovia en 1837.